# Selma Jacobssonová

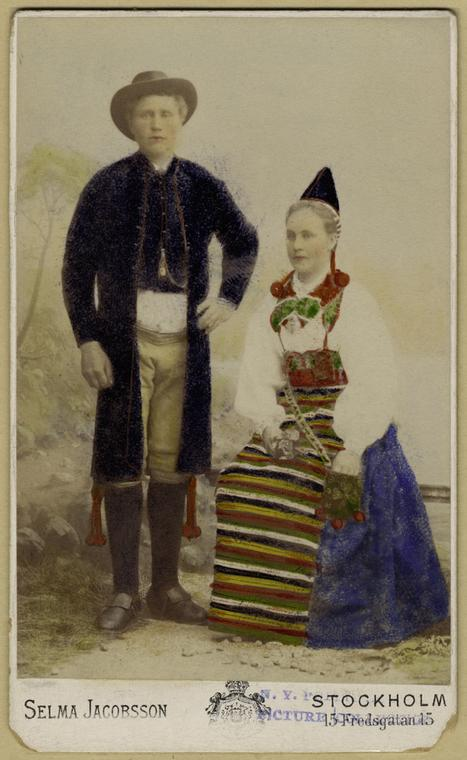
Selma Jacobssonová: Kolorovaná studiová fotografie folklórního kroje

Selma Jacobssonová (nepřechýleně Selma Jacobsson; 27. ledna 1841 Stockholm – 30. března 1899 Stockholm) byla švédská dvorní fotografka. Měla své studio ve Stockholmu v Rauhankatu č.p. 15. Byla vdaná za arménského vědce Norayra de Byzance.

## Životopis
Selma Jacobssonová se narodila 27. ledna 1841 ve Stockholmu jako dcera obchodníka Levi Abrahama Jacobssona a matky Sally Pohlové, sestry operního zpěváka Agnese Jacobssona a architekta Ernsta Jacobssona. V roce 1881 se provdala za arménského lingvistu Norayra de Byzance. Byla studentkou Berthy Valeriusové. V roce 1872 otevřela ve Stockholmu vlastní fotografické studio. Byla úspěšnou fotografkou s klientelou v diplomatickém sboru a z vysoké společnosti. V roce 1899 byla jmenována fotografkou královského dvora (Kungl. Hoffotograf).

## Galerie

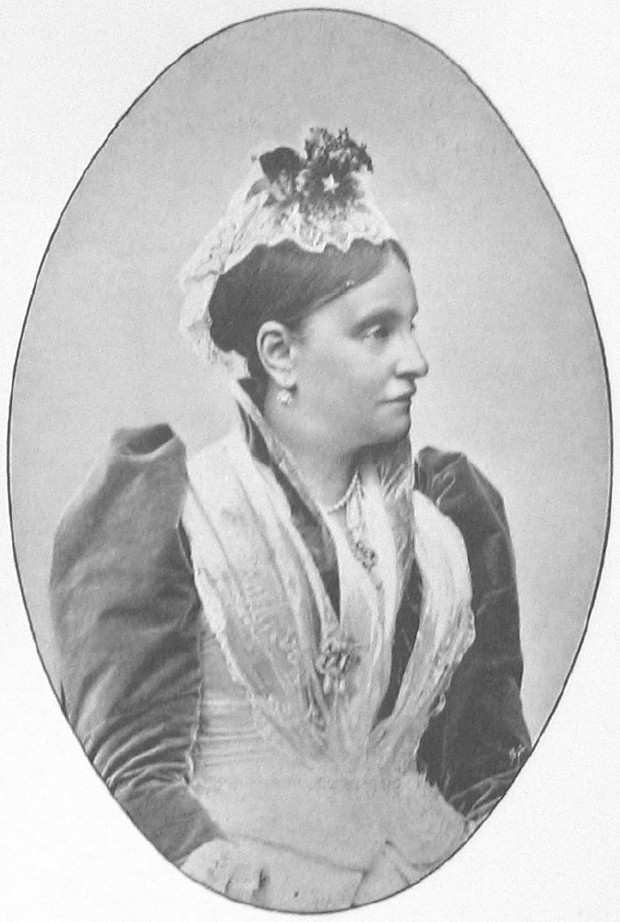
Princezna Tereza von Sachsen-Altenburg (1836–1914)
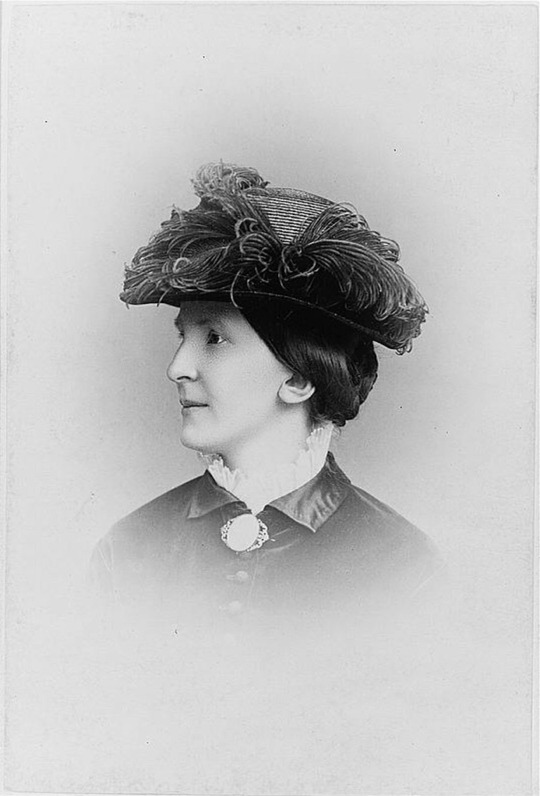
Anna Hierta-Retzius švédská filantropka a feministka
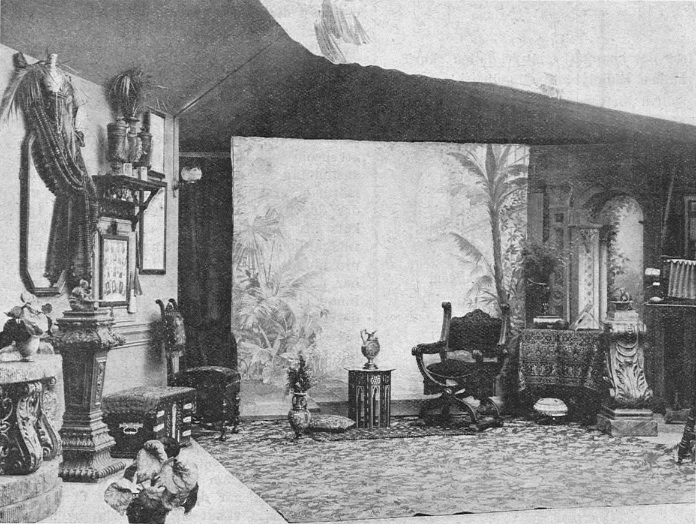
Ateliér Selmy Jacobssonové
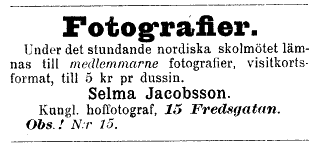
Inzerát Selmy Jacobsson ve Švédských učitelských novinách, 1895